# ビジネス・エア
ビジネス・エア(Business Air)は、タイの航空会社。

## 概要
2008年設立、2009年に運行免許を取得した。韓国へ定期便を運航している。2011年に日本の旅行会社H.I.S.によるチャーター便を運航していた。中国へもチャーター便を運航している。
2015年1月16日、タイ運輸省はビジネス・エアに対して資金繰り悪化を理由に運航停止を命じた。同社はこれまでにも度々未払い金問題を起こしており、これにより同社便を利用予定だった旅行者が空港に足止めされる事態になった。

## 就航都市
(2012年5月現在)
- バンコク、プーケット、ウタパオ
- ソウル/仁川
- 重慶、西安、長沙 (チャーター便)

2012年2月現在
- 東京/成田 (チャーター便 2011年3月15日より11月6日まで[2])
- 関西国際空港 （チャーター便 2013年8月9日から8月19日まで[3]）

## 機材

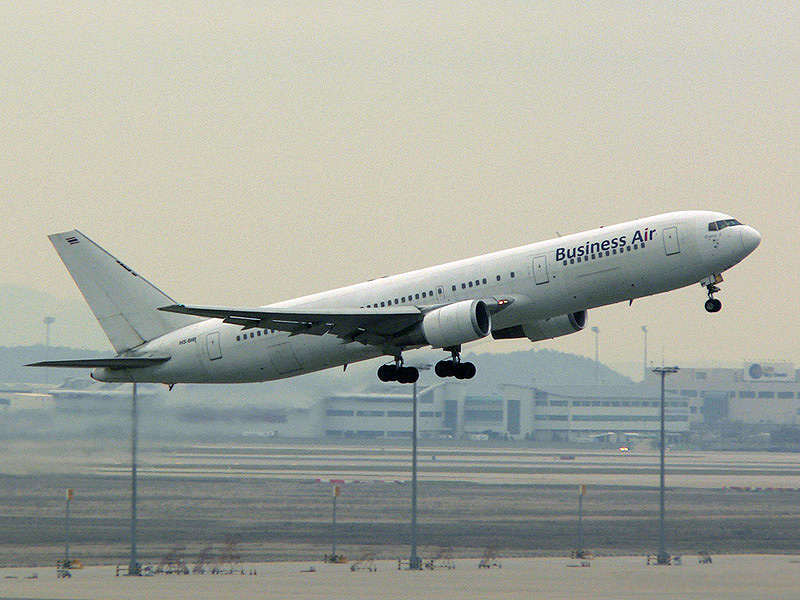
韓国の仁川国際空港て離陸するビジネス・エアのボーイング767-300ER

- ボーイング767-300ER 5機